# Real Betis Balompié
O Real Betis Balompié é uma equipa de futebol espanhola da cidade de Sevilha. 
Está classificado na 10ª posição do ranking histórico da 1ª Divisão Espanhola, com 51 temporadas na divisão principal do futebol espanhol. Já ganhou uma vez a Liga, na temporada 1934/1935, e três vezes a Copa del Rey, em 1977, 2005 e 2022. 
Seu maior rival é o Sevilla Fútbol Club, uma das maiores rivalidades do futebol espanhol. O Betis possui uma das maiores torcidas da Espanha (a sexta maior em números), contando com 3,4% da preferência do país - números similares ao do Valencia (3,5%) e Athletic de Bilbao (3,6%).

## História
Em 1907 um grupo de estudantes da Escola Politécnica, situada na Rua Cervantes, funda o Sevilla Balompié. Vestiam-se de branco e azul. Em 1908, passou a se chamar de Atlético Hispalense, e em 12 de dezembro de 1908, se chamou de Bética Hispalense.
Em 1909 nasce oficialmente o Betis F.C. como consequência de um racha no Sevilla F.C. Alguns membros resolveram abandonar o clube que se converteria desde então em seu eterno rival e fundaram seu próprio clube, que mais tarde se fundiria com o Sevilla Balompié fundando em 1907. Dessa forma aparece o Betis F.C..
Pedro Rodríguez de la Borbolla, parente do presidente do clube e ministro do Rei Alfonso XIII, consegue que o Rei outorgue ao clube o título de Real.
Em 6 de dezembro de 1914 a diretoria do Sevilla Balompié e dois dias mais tarde o Betis F.C. aprovam a fusão de ambos clubes. Desta forma surge o Real Betis Balompié, que por motivos sentimentais se considera que o nascimento do clube teve lugar antes.
Daí até a criação do Campeonato Espanhol, em 1929, o Betis manteve suas atividades disputando torneios regionais, como a Copa da Andaluzia, sempre enfrentando o Sevilla, em uma rivalidade que prevalece até hoje.
O Betis começou a disputar a competição nacional na segunda divisão, e por lá ficou até a temporada 1931/32, quando foi campeão e obteve o acesso. Foi a primeira equipe da Andaluzia a disputar a elite do futebol espanhol. E o sucesso veio logo nos primeiros anos. Com um quinto e um quarto lugares nas primeiras duas temporadas, o Betis mostrou que tinha força para brigar com os grandes.
Foi a terceira temporada na primeira divisão, porém, a que mais marcou a história do clube de Sevilha. Com ótima campanha, o Betis surpreendeu os favoritos Real Madrid e Barcelona e conquistou seu primeiro e único título do Campeonato Espanhol.
O time e o bom momento em campo, no entanto, foram interrompidos pela Guerra Civil Espanhola, que paralisou o certame nacional por três temporadas e desmantelou o futebol do clube. A equipe se abateu no retorno aos gramados e foi rebaixada à segunda divisão. Daí em diante, teve um momento feliz ao retornar à elite em 1941/42, mas logo voltou à segunda divisão no ano seguinte. A derrocada culminaria em mais uma queda, desta vez em 1946/47, para a terceira divisão espanhola.
A crise financeira afundou o Betis, que não conseguia o acesso e ficou no fosso do futebol nacional até 1953/54, completando quase 10 anos na Terceira Divisão. O clube retornou à Primeira Divisão apenas em 1957/58, mais de 15 anos após sua última participação.
Nessa volta, encaixou boa seqüência de campanhas, chegando a ser o terceiro colocado na temporada 1963/64, com a ajuda de Luis Aragonés. Depois da saída do craque espanhol, porém, o time caiu de produção, e terminou rebaixado no ano 1965/66. A partir daí, começou uma época de incertezas, com o time alternando-se na primeira e na segunda divisão.
Na década de 70, o Betis voltou a ser um time de elite, com várias temporadas consecutivas na Primeira Divisão, além de ter conquistado seu primeiro título da Copa da Espanha.
Foi em 1976/77, quando superou o Athletic Bilbao fora de casa, nos pênaltis, que a equipe conseguiu seu segundo título de expressão na história.
No entanto, mesmo após eliminar o Milan e alcançar as quartas de final do antigo torneio conhecido como Recopa Europeia, o Bétis é rebaixado inesperadamente no mesmo ano em que conquista o título da Copa do Rei e disputa um torneio europeu com destaque.
Mas o clube não se abate e retorna a Primeira Divisão em 1979, dando início a um período competitivo: Conhecido como Euro-Bétis, o time disputa a Taça UEFA com destaque em 1982 e 1984, além de ser vice-campeão da extinta Copa da Liga em 1986. Além disso, o estádio Benito Villamarín, propriedade do Real Betis, foi uma das sedes da Copa do Mundo da Espanha de 1982.
No começo dos anos 1990, o clube passa por dificuldades financeiras e se converte em uma sociedade anônima para driblar as dívidas, assim como ocorreu com a grande maioria dos clubes espanhóis (apenas quatro clubes espanhóis conseguiram manter sua condição de clube desportivo durante toda história sem se converter em uma sociedade anônima).
No meio da década, o Betis melhora sua condição financeira e retorna a Primeira Divisão em 1994, dando início a um período promissor, marcado pela classificação para torneios europeus, aparições em finais nacionais e grandes contratações por valores recordes para a época.
Em sua primeira temporada de volta a elite (1995-96), o clube termina o campeonato como o grande time revelação, em terceiro lugar na tabela. Na temporada seguinte (1996-1997), mais uma vez fica entre os quatro primeiros da tabela e ainda alcança as finais da Copa do Rei, perdendo para o Barcelona na prorrogação.
Em 1997, o clube contrata Roberto Ríos do Athletic de Bilbao por 12 milhões de euros, valor recorde entre clubes espanhóis. Já em 1998, o Bétis protagoniza a maior transferência do futebol mundial na época, ao depositar nada menos que 32 milhões de dólares para contratar Denílson, então jovem promessa do São Paulo FC, o que popularizou bastante o clube no Brasil. As contratações tiveram um início promissor e ajudaram o Bétis a conseguir mais uma classificação para a Taça UEFA. No entanto, o time não deslanchou como o esperado, sofreu com problemas de bastidores e foi rebaixado surpreendentemente na temporada 1999-00, apesar da conquista do torneio de pré-temporada Ramon Carranza no mesmo ano.
O começo do século XXI marca a chegada de outros brasileiros ao clube. Os mais marcantes foram Ricardo Oliveira e Edu. Ambos se juntaram a Denílson e ajudaram o clube a conquistar sua segunda Copa da Espanha em 2005, quando o time derrotou o Osasuna na final, com um gol de Ricardo Oliveira. De quebra, o clube ainda conquistou uma vaga na Liga dos Campeões da UEFA, com o quarto lugar. Com isso, o Betis foi o primeiro time da Andaluzia a disputar a competição continental.

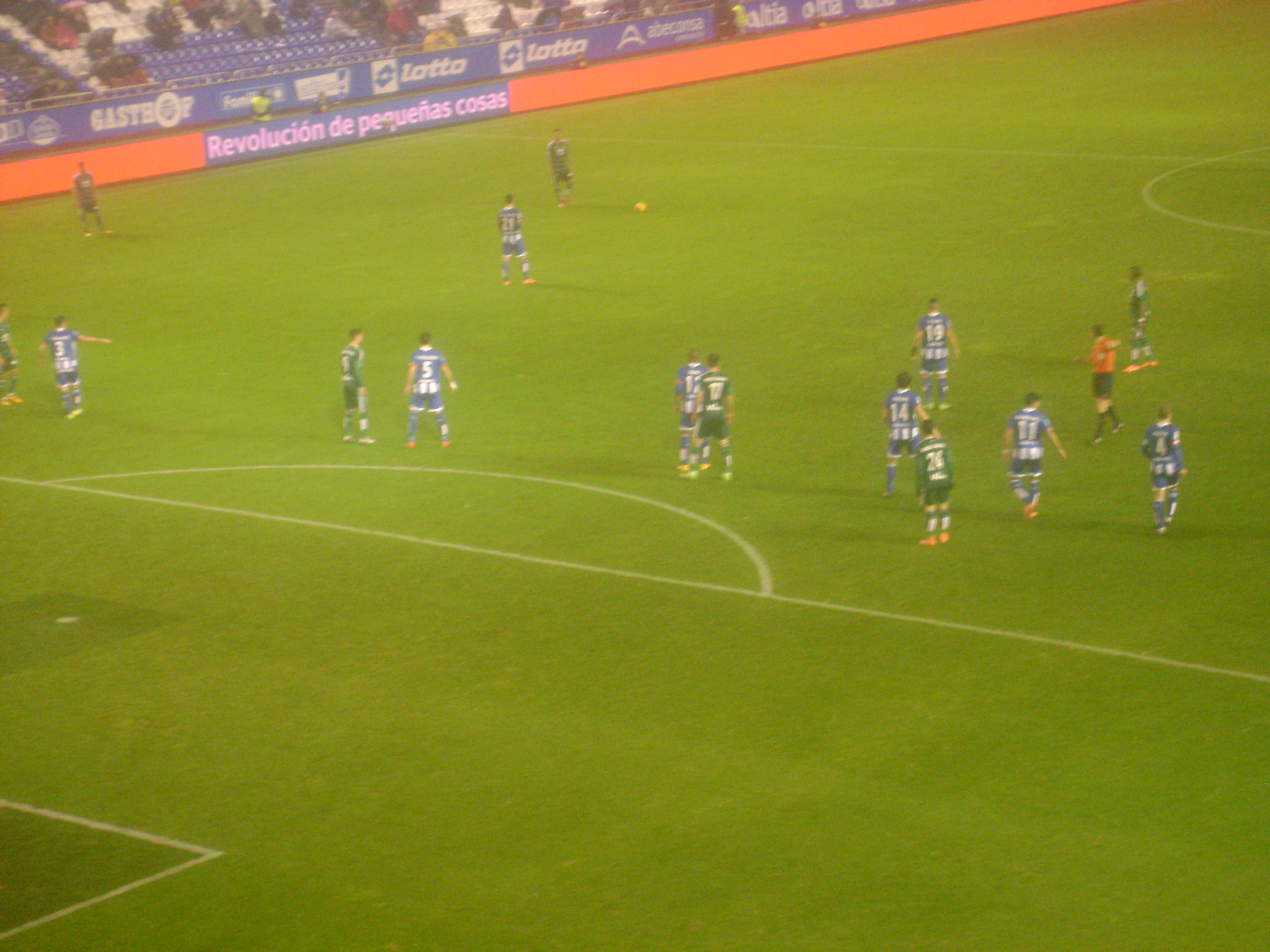
Deportivo de La Coruña x Betis.

Em sua primeira competição internacional, o Betis caiu no grupo dos ingleses Liverpool e Chelsea e do clube belga Anderlecht. O Betis ficou na terceira colocação, se classificando para a antiga Taça UEFA. Na nova competição não foi diferente, o Betis não foi bem e ainda viu seu rival Sevilla F.C. ser campeão do torneio.
Não demorou muito para que novamente o clube voltasse à segunda divisão, na temporada 2008-2009. Mostrando superação, a equipe se torna campeã da Segunda Divisão Espanhola duas temporadas depois, conquistando seu sétimo título na história do torneio e se consolidando como o segundo maior campeão da história da Segunda Divisão da Espanha, atrás apenas do Real Múrcia, dono de 9 taças. Em meio tudo isso, tivemos o abandono de Manuel Ruiz De Lopera da direção do clube, ele que era o principal acionista do clube e já foi ovacionado pela torcida em momentos de glória agora era duramente criticado e processado por irregularidades administrativas. A equipe que conseguiu o acesso na temporada 2010-11 era composta por grandes jogadores como Rubén Castro, Jorge Molina e Beñat.
A temporada 2012-13 reservaria boas notícias ao clube que se classificou para a Liga Europa além de vencer o Real Madrid pela Liga com gol de Beñat e chegou longe na Copa do Rei ao alcançar as quartas.
A temporada 2013-14 que todos imaginavam que seria histórica para o Real Betis foi na verdade uma enorme decepção. A equipe conseguiu se classificar para o mata-mata da Liga Europa em um grupo com Olympique de Lyon, Vitória de Guimarães e Rijeka porém o Real Betis seria eliminado para o seu maior rival Sevilla tanto na Liga Europa como na Copa do Rei além da demissão do técnico Pepe Mel que já estava há três temporadas no clube e por fim o rebaixamento para a segunda divisão como último colocado.
A temporada 2014-15 trouxe o heptacampeonato na segunda divisão com uma campanha fantástica de 84 pontos.
Nas temporadas 2015-16 e 2016-17 a equipe não teve grandes êxitos ocupando respectivamente a 10ª e 15ª posição.
A temporada 2017-18 já é histórica para o Betis pela reforma no estádio Benito Villamarín que agora é o 4° maior estádio da Espanha e pelo recorde no número de sócios-torcedores, agora os verdiblancos também tem o 4º maior número de sócios do futebol espanhol, números bem superiores ao do ser rival local Sevilla.

## O Derby de Sevilla
O Betis tem uma longa rivalidade com a outra equipe da cidade, o Sevilla FC. Em competições oficiais, jogaram 114 vezes com 45% de vitórias sevilhanas e 31% de vitórias béticas.
A primeira partida entre as equipes foi disputada em 8 de fevereiro de 1915 com vitória do Sevilla FC por 4-3, na verdade a partida não foi concluída devido a tensões elevadas que levaram a invasão do campo por parte de multidões obrigando o árbitro a terminar a partida.
Em 1916 foi disputada a primeira Copa da Andaluzia competição que aconteceu 17 vezes onde o Sevilla FC venceu 14 vezes e o Betis apenas uma vez. Há um confronto histórico entre as equipes na qual o Betis se recusou a entrar em campo por discordâncias com a diretoria do Sevilla FC e mandou um time de juniores para campo, o resultado do jogo foi de 22-0 para o Sevilla.
Na primeira vez em que as equipes se encontraram na liga, foi pela segunda divisão onde cada equipe ganhou em casa ao se enfrentar.
Ambos competiram pela primeira vez na primeira divisão,na temporada 1934-1935 onde o Betis goleou fora de casa por 3-0 e em casa empatou por 2-2, mais tarde nessa mesma temporada o Betis seria o campeão do torneio.
Nos últimos anos o clássico foi marcado pela violência entre as duas torcidas. A maior briga levou uma partida entre as duas equipes válida pela copa do rei a ser cancelada e adiada. A partida foi disputada três semanas depois em Getafe a portões fechados.

## Títulos
| NACIONAIS  | NACIONAIS                               | NACIONAIS | NACIONAIS                                                      |
|            | Competição                              | Títulos   | Temporadas                                                     |
| ---------- | --------------------------------------- | --------- | -------------------------------------------------------------- |
|            | Campeonato Espanhol                     | 1         | 1934-35                                                        |
|            | Copa do Rei                             | 3         | 1976-77, 2004-05 e 2021-22                                     |
| semmdolura | Campeonato Espanhol - 2ª Divisão        | 7         | 1931-32, 1941-42, 1957-58, 1970-71, 1973-74, 2010-11 e 2014-15 |
| semmdolura | Campeonato Espanhol - 3ª Divisão        | 1         | 1953-54                                                        |
| REGIONAIS  |                                         |           |                                                                |
|            | Competição                              | Títulos   | Temporadas                                                     |
|            | Campeonato da Copa Artística de Sevilla | 1         | 1914-15                                                        |
|            | Campeonato da Federação Regional do Sul | 1         | 1944-45                                                        |
|            | Copa da Andaluzia                       | 1         | 1927-28                                                        |
|            | Copa de Sevilla                         | 6         | 1909-10, 1910-11, 1911-12, 1913-14, 1914-15 e 1919-20          |
| TOTAL      |                                         |           |                                                                |
|            | Conquistas                              | Títulos   | Categorias                                                     |
|            | Títulos oficiais                        | 21        | 12 Nacionais e 9 Regionais                                     |

## Torneios amistosos
- Troféu Ramón de Carranza: 5

(1964, 1999, 2000, 2001 e 2007).
- Troféu Colombino: 5

(1968, 1983, 1995, 2009 e 2015).
- Troféu Cidade de Mallorca: 1

(1977).
- Ibérica Cup: 1

(2016).
- Troféu Emma Cuervo: 1

(1985).
- Troféu Cidade de Marbella: 1

(1986).
- Troféu Villa de Gijón: 1

(1997).
- Troféu Cidade de Valladolid: 1

(1998).
- Torneio do Guadiana: 1

(2004).
- Troféu Luíz Otero: 1

(1963).
- Troféu Festa de Elche: 1

(2008).
- Troféu Concepción Arenal: 2

(1958 e 1962).
- Troféu Del Olivo: 2

(1981 e 2009).
- Troféu Cidade de Línea: 1

(1973).
- Troféu Los Cármenes: 3

(1981, 1987 e 2007).
- Troféu La Vendímia: 1

(1959).
- Troféu   Cidade de Sevilla: 4

(1974, 1975, 1977 e 1980).

### Estatísticas

#### La Liga
Jogaram 86 vezes,com 20 empates, sendo 14 na casa do Real Bétis e 6 na casa do Sevilla F.C..
- Betis marcou 108 gols contra os rivais, mas levou 128.

#### Segunda División
| Time    | Vitórias | Em casa | Fora |
| ------- | -------- | ------- | ---- |
| Betis   | 3        | 3       | 0    |
| Sevilla | 7        | 5       | 2    |

Jogaram 14 vezes,com 4 empates, sendo 2 na casa do Real Bétis e 2 na casa do Sevilla F.C..

#### Copa del Rey
| Time    | Vitórias | Em casa | Fora |
| ------- | -------- | ------- | ---- |
| Betis   | 4        | 3       | 1    |
| Sevilla | 12       | 10      | 2    |

Jogaram 17 vezes,com 1 empate no campo do Sevilla F.C..

## Recordes individuais

### Jogadores

#### Vencedores do título
Campeões Mundiais
- Denílson (Copa do Mundo: Japão e Coréia 2002)
- Germán Pezzella (Copa do Mundo: Catar 2022)
- Guido Rodríguez(Copa do Mundo: Catar 2022)

Campeões da Europa
- Pepín (Euro 64)
- Juanito (Euro 2008)

### Recordistas de jogos
| #  | País    | Nome               | Período               | Jogos |
| -- | ------- | ------------------ | --------------------- | ----- |
| 1  | Espanha | Joaquín Sánchez    | 2000–2006 e 2015-2023 | 514   |
| 2  | Espanha | José Ramón Esnaola | 1973–1985             | 378   |
| 3  | Espanha | Rafael Gordillo    | 1976–1985, 1992-1995  | 343   |
| 4  | Espanha | Julio Cardeñosa    | 1974–1985             | 337   |
| 5  | Espanha | Javier López       | 1970–1982             | 328   |
| 6  | Espanha | Juan Merino        | 1990–2002             | 315   |
| 7  | Espanha | Antonio Benítez    | 1970–1984             | 305   |
| 8  | Espanha | Juanjo Cañas       | 1991–2006             | 303   |
| 9  | Espanha | Rogelio Sosa       | 1962–1977             | 300   |
| 10 | Espanha | Rubén Castro       | 2010–2017, 2018       | 290   |

### Maiores artilheiros
| #  | País    | Nome             | Período               | Gols |
| -- | ------- | ---------------- | --------------------- | ---- |
| 1  | Espanha | Rubén Castro     | 2010–2017, 2018       | 148  |
| 2  | Espanha | Paquirri         | 1933–1942,1950-1951   | 109  |
| 3  | Espanha | Manuel Domínguez | 1945–1947, 1950-1953  | 98   |
| 4  | Espanha | Poli Rincón      | 1981–1989             | 93   |
| 5  | Espanha | Rogelio Sosa     | 1962–1977             | 92   |
| 6  | Espanha | Alfonso Pérez    | 1995–2000, 2002–2005  | 80   |
| 7  | Espanha | Jorge Molina     | 2010–2016             | 77   |
| 8  | Espanha | Joaquín Sánchez  | 2000–2006 e 2015–2023 | 65   |
| 9  | Espanha | Quino            | 1963–1971             | 59   |
| 10 | Espanha | Fernando Ansola  | 1961–1966             | 54   |

### Notáveis jogadores
- Achille Emana
- Aïssa Mandi
- Alejandro Lembo
- Alejandro Pozuelo
- Alfonso
- Antonio Biosca
- Antony_(futebolista)
- Arzu
- Beñat
- Benjamín
- David Belenguer
- David Odonkor
- Denilson
- Finidi George
- Heiko Westermann
- Hipólito Rincón
- Hristo Vidakovic
- Iulian Filipescu
- Jefferson Montero
- Capi
- Joaquín
- Joel Campbell
- José Ramón Esnaola
- Melli
- Juanito
- Juan Merino
- Juan Ureña
- Juanjo Cañas
- Julio Cardeñosa
- Luis Aragonés
- Luis Del Sol
- Edu
- Manuel Domínguez
- Marcos Assunção
- Mark González
- Mehmet Aurélio
- Nabil Fekir
- Pedro Areso
- Pedro Contreras
- Pedro Jaro
- Rafael Gordillo
- Rafael van der Vaart
- Ricardo Oliveira
- Ricardo
- Ricky van Wolfswinkel
- Robert Jarni
- Rogelio
- Ronny Gaspercic
- Rubén Castro
- Ryan Donk
- Sebastián Alabanda
- Serafín Aedo
- Simón Lecue
- Takashi Inui
- Doblas
- Wojciech Kowalczyk
- Alexis Trujillo
- Antonio Benítez
- David Rivas
- Eduardo Anzarda
- Eusebio Ríos
- Fernando Ansola
- Fernando Varela
- Francisco Bizcocho
- Francisco López
- Gerrie Muhren
- José Ramón Esnaola
- Luis Fernández
- Joaquín Urquiaga
- Toni Prats
- Vlada Stošić

## Estádio
O clube disputa sua partidas no Estádio Benito Villamarín, com capacidade para 60.720 pessoas.

## Dados do Clube
- Endereço: Av. La Palmera, s/n.
- Sócios: 49.000 (17/18)
- Torcidas Organizadas (Peñas): 513 (16/17)
- Temporadas em 1ª: 51
- Temporadas na 2ª: 28
- Temporadas na 3ª: 7
- Temporadas na 4ª: 0

### Recordes do Clube
- Melhor posição na liga: 1º (La Liga de 1934–35)
- Pior posição na liga: 20º (La Liga de 1990–91 e 2013–14)
- Maior vitória em casa: Betis 7–0 Zaragoza (1958–59)
- Maior vitória fora de casa: Cadiz 0–5 Betis (1977–78)
- Pior derrota em casa: Betis 0–5 Real Madrid (1960–61 e 2013–14), Betis 0–5 Osasuna (2006–07)
- Pior derrota fora de casa: Athletic Bilbao 9–1 Betis (1932–33)
- Maior virada a favor: Betis 0–2 Barcelona para 3–2 (2007–08)
- Maior virada contra: Betis 2–0 Espanyol para 2–5 (1999–00)

## Mascote
A mascote do Betis foi criada especialmente para o centenário do clube, comemorado em 2007. No ano anterior, os dirigentes apresentaram o boneco animado que representa uma palmeira com as cores do clube à torcida. A opção pela mascote foi feita pelos próprios torcedores, que votaram pela internet no desenho de Álvaro Ponce, que é uma alusão à Avenida de La Palmera, onde se localiza o estádio Benito Villamarín.

## Elenco atual
Última atualização: 4 de fevereiro de 2025.

## Uniformes

### 1º Uniforme
| 2019–2020 | 2018–2019 | 2017–2018 | 2016–2017 | 2015–2016 | 2014–2015 | 2013–2014 | 2012–2013 | 2011–2012 |

| 2010–2011 | 2009–2010 | 2008–2009 | 2007–2008 | 2006–2007 |

### 2º Uniforme
| 2019–2020 | 2018–2019 | 2017–2018 | 2016–2017 | 2015–2016 | 2014–2015 | 2013–2014 | 2012–2013 | 2011–2012 |

| 2010–2011 | 2009–2010 | 2008–2009 | 2007–2008 | 2006–2007 |

### 3º Uniforme
| 2019–2020 | 2018–2019 |  |  |  |  |  |  |  |  |  |  |  |  |  |  |  |  |  |  |  |  |  |  |  |  |  |  | 2016–2017 | 2015–2016 | 2014–2015 | 2013–2014 | 2012–2013 |  |  |  |  |  |  |  |  |  |  |  |  |  |  |  |  |  |  |  |  |  |  |  |  |  |  |  |  |

|  |  |  |  |  |  |  |  |  |  |  |  |  |  |  |  |  |  |  |  |  |  |  |  |  |  | 2009–2010 | 2008–2009 | 2007–2008 |

### Outros
| 2019–2020 Héroes Béticos | 2018–2019 Limited Edition |  |

## Livro sobre o Betis
Relatos en verdiblanco, vários autores, Ed. Almuzara (2007)

## Filmografia
- Documentário TVE (19/01/1970), «Históricos del balompié - Real Betis Balompié» na rtve
- Documentário TVE (09/10/2014), «Conexión Vintage - 'La noche bética'» na rtve[2]
- Documentário TVE (15/06/2017), «Conexión Vintage - 'El triunfo bético en la Copa 1977'» na rtve
- Documentário Canal + (2015) El ascenso no youtube